# Coquillettidia venezuelensis
Coquillettidia venezuelensis är en tvåvingeart som först beskrevs av Theobald 1912.  Coquillettidia venezuelensis ingår i släktet Coquillettidia och familjen stickmyggor. Inga underarter finns listade i Catalogue of Life.